# 형용사
형용사(形容詞, adjective) 또는 그림씨는 사물의 성질이나 상태를 나타내는 품사이다.

## 개요
형용사의 많고, 적음과 문법은 언어마다 다르며 몇 가지의 유형으로 나뉜다. 형용사는 품사 중에 용언에 속한다.
먼저, 형용사에 속하는 단어의 수에 대해서는 많은 언어와 적지 않은 언어가 있다. 많은 언어에서는 적어도 수백의 형용사가 존재하며, 파생이나 차용에 따라서 새로운 형용사가 생기는 것도 있다. 적은 언어에서는 수어부터 수십어밖에 형용사가 없으며, 새로운 형용사가 생기는 것은 없다. 예를 들면 이마스어에서는 kpa ‘크다’, yua ‘좋다’, ma ‘다른’의 세개밖에 형용사가 존재하지 않는다.

## 문법 행동
형용사의 문법 행동에는 네 유형이 인정된다.
첫 번째 유형은 형용사와 동사가 문법상으로 닮아있다. 이러한 언어로는 한국어, 중국어(관화), 태국어, 베트남어 등이 있으며, 형용사는 동사와 같이 단독으로 술어가 된다.
두 번째 유형에서는 형용사와 명사가 문법상으로 닮아있다. 이 타입의 언어로는 라틴어, 스페인어, 핀란드어, 헝가리어, 이그보어, 케추아어 등이 있으며, 형용사는 단독으로 술어가 되지 않으며, 명사구 속밖에 나타날 수 없다. 형용사만으로 명사구를 구성할 수가 있다.
세 번째 유형은 베르베르어 등이며, 형용사는 동사와도 명사와도 닮아있다. 예를 들면 형용사는 단독으로 명사구도 술어도 된다.
네 번째 유형의 언어로는 형용사는 동사와도 명사와도 닮아있지 않으며, 단독으로는 명사구도 술어도 될 수 없다. 이러한 언어로는 영어 등이 있다.
첫 번째와 두 번째 유형의 언어가 많으며, 세 번째와 네 번째 유형은 적다. 첫 번째와 두 번째 타입의 언어에서는 형용사는 명사 또는 동사의 일부에 포함되는 것이 많다.
일본어에서는 형식 · 기원으로부터, 일반 형용사에 해당되는 것이 형용동사로 나뉘지만, 의미적으로는 특별한 차이는 없다. 일본어내의 중학교 교육과정에서 배우는 국문법의 정의로는, 형용사, 형용동사로 품사분류되고 있기 때문에, 일본어내에서 일본어를 모어로 하는 사람은 기본적으로 그것들의 호칭으로 인식하고 있지만, JSL(제2언어로의 일본어) 교육에서 사용되는 일본어 교육 문법에서는 연체형 어미를 기초로 두며, 각각 ‘イ형용사’ ‘ナ형용사’로 분류되고 있다.
용법으로는 일반적으로 명사를 직접 형용하는 한정 용법과, 술어(의 일부)로 표현하는 서술(보어) 용법이 있다. 또 일부 언어에서는 동사를 수식하는 부사적 용법도 있다(일본어 형용사의 연용형, 독일어 등).

## 언어별 형용사의 양상

### 한국어의 형용사
한국어의 형용사는 활용이 가능한 용언으로, 수식어와 서술어로 쓰일 수 있어서 동사와 유사한 점이 많다. 그러나 명령형, 청유형 등으로 쓰일 수 없다는 점에서 동사와 다르다. 영어에서 형용사가 명사를 직접 꾸밀 수 있는 데 반해 한국어에서 명사를 꾸미는 품사는 관형사이며, 형용사는 격 조사와 함께 활용하여야 명사를 꾸밀 수 있다.
형용사의 기본형은 동사와 같다.
예) '저 꽃은 아름답다.'의 '아름답다.' '밤이 환하다.'의 '환하다,'
형용사를 활용하여 명사를 꾸밀 수 있다.
예) '아름답다'에 관형격 조사가 붙어 활용한 '아름다운 꽃이 피었다.'

### 일본어의 형용사
주로 사물의 성질이나 상태를 나타내며, 종지형이 ‘〜い’가 되는 단어(문어에서는 ‘〜し’)이며, 자립어이다. 활용#일본어의 활용한다. 용언의 하나이다.
존재하지 않음을 나타내는 ‘ない’도 형용사이지만, 그것과는 다르게, 단지 부정의 의미를 더하기 위한 자립어로 보조형용사(補助形容詞)가 있다. 또, 동사를 부정하는 조동사 (일본어 문법)의 ‘ない’도 있다. 아래는 보조형용사와, 혼동되기 쉬운 유례.
- ‘この料理はおいしくない’→이 요리는 맛있지 않다에서는, 자립어 ‘ない’가 부정을 나타내는 보조형용사.[주 2]
- ‘私はこの料理を食べる事が出来ない’→나는 이 요리를 먹을 수 없다에서는 ‘ない’는 부속어이기 때문에, 접미사 혹은 조동사.

후자는 부정의 ‘ぬ’로 대체하는 것에 대해서, 전자는 대체할 수 없는 점에 주의한다.

#### 고전일본어의 형용사의 활용
형용사 중에, ‘新しい’ ‘美しい’ ‘凄まじい’처럼, 연용형의 어미가 ‘しい’ 또는 ‘じい’로 끝나는 어군이 있다. 이들은 현대일본어에서는 문법상의 차이는 존재하지 않지만, 문어에서는 종지형 이외의 활용형에 차이가 있었다. 연용형의 형태에서 이 활용을 하는 것을 ‘シク활용’, 이것 이외의 것을 ‘ク활용’이라고 한다. ‘しい’의 부분은 전통적으로 활용어미로 보기 때문에 현대 일본어의 표기법에서도 어간에 포함하지 않고, 오쿠리가나를 달게 되고 있다. シク활용의 단어는 ‘楽し’ ‘悲し’ ‘恋し’ ‘恐ろし’ 등, 마음의 움직임을 나타내는 단어가 많으며, ク활용의 단어는 ‘赤し’ ‘高し’ ‘暗し’ ‘長し’ 등, 사물의 성질이나 상태를 나타내는 단어가 많은 것이 특징이다.
또 カリ활용이라고 불리는 보조적인 활용의 계열이 있으며, ‘くあり’가 변한 것이다. ‘高からず’ ‘高かりき’ ‘高かるべし’처럼, 일부의 어미에 접속할 때에 사용한다. 현대 규슈 방언의 종지형 · 연체형 ‘高か’는 ‘高かる’에서 유래한다.
또한 이연형의 ‘けれ’는 보통, 본활용에 들어있지만, 의미상 · 형태상으로 보며 カリ활용 쪽에 속하며, ‘くあれ’가 ‘けれ’로 변화한 것이다. ‘かれ’라는 어형도 에도 시대 이전까지 공존하고 있었다. 또 나라 시대에는 본활용에 ‘あり’를 개의치 않는 ‘け’의 어형이 존재하며, ‘けれ’와 공존하고 있었다. 이것에서 유래하는 ‘けれど(も)’는 독립해서 현대 구어의 접속조사 · 접속사가 되고 있다.
연용형은 ‘く’의 형태로 현대 구어에서도 바뀌어있지 않지만, 헤이안 시대에 ‘高う’ ‘うれしう’과 같은 ウ음편형이 나타나며, 오늘날도 서일본의 방언에서 사용되고 있다(동일본 방언에서는 음편이 되지 않는 형태가 존속했다). 한편, 연체형은 ‘高い’ ‘うれしい’과 같은 ‘き’가 ‘い’가 되는 イ음편형이 나타나며, 가마쿠라 시대 이후의 구어에서 동사와 마찬가지, 종지형이 연체형에 통합되게 되며 종지형도 ‘高い’ ‘うれしい’와 같은 어형을 취하게 됐다. 또한 カリ활용의 변화는 ‘あり’의 변화에 따르고 있다.

##### ク활용
| 활용형 | 본활용 | カリ활용 |
| ------ | ------ | -------- |
| 미연형 | く     | から     |
| 연용형 | く     | かり     |
| 종지형 | し     | ○        |
| 연체형 | き     | かる     |
| 이연형 | けれ   | ○        |
| 명령형 | ○      | かれ     |

##### シク활용
| 활용형 | 본활용 | カリ활용 |
| ------ | ------ | -------- |
| 미연형 | しく   | しから   |
| 연용형 | しく   | しかり   |
| 종지형 | し     | ○        |
| 연체형 | しき   | しかる   |
| 이연형 | しけれ | ○        |
| 명령형 | ○      | しかれ   |

‘すさまじ’처럼 탁음이 되는 것도 있다.

#### 어휘
외래어나 새로운 개념을 도입할 때에는 형용동사가 사용되는 것이 많으며, 형용사로는 ‘黄色い’ ‘ナウい’ 등 얼마되지 않은 예가 있는 것에 불과하다. 다만, ‘-らしい’ ‘-っぽい’와 같은 접미사를 추가하는 것으로 대부분의 명사를 형용사화할 수가 있다. 또, 형용사는 보다 감정이 깃든 단어라는 어감을 가지기 때문에 최근 ‘ケバい’ ‘ダサい’ ‘ヤバい’와 같은 대부분의 새로운 단어가 파생하며, 보급되고 있다.

#### 언어학에서
단어가 변화하지 않는 부분을 어간이라고 하며, 어간에 붙는 것으로 문법적 기능을 나타내는 것을 어미라고 한다. 학교문법에서는 ‘く’나 ‘し(い)’ ‘から’ 등의 부분만 어미로 부르지만, 오늘날의 언어학의 시점에서는 이른바 조동사나 조사(동사에 접속하는 것)도 어미이다. 이른바 조동사는 어미 중, 파생어간을 만들고 게다가 어미를 취하며, 조사는 구나 문장의 끝에서 사용되는 어미이다.
학교문법의 동사의 활용형에는 어근(궁극적인 어간)에 기초로 둔 어미에 의한 어형변화만을 기술하고 있지만, 형용사의 경우는 파생어간에 의한 어형변화를 주로 한다. ‘高き(taka-k-i)’ ‘高く(taka-k-u)’ ‘高からず(taka-k-arazu)’처럼 ‘く’ ‘き’ ‘から’로 했듯이 활용형을 정하고 있지만, 이들이 변화하지 않는 어간부분을 보면, k까지이며, k간에 어미가 붙은 형태를 분류하고 있다. 한편, 종지형의 ‘高し(taka-si)’나 합성어인 ‘高み(taka-mi)’ ‘高光る(taka-bikar-u)’와 같은 어형을 보면, 어간은 taka까지인 것을 알 수 있으며, 이 부분까지가 형용사의 어근이다.
형용사가 문법적 의미를 나타내기 위해서 어미를 취할 경우, ‘高からず(taka-k-ar-a-zu)’ ‘高かるべし(taka-k-ar-u-be-si)’ ‘高ければ(taka-k-er-eba)’와 같이 대부분 k와 어미와의 사이에 -ar/(er)(あり)를 끼운다. -ar(あり)는 단독으로는 존재를 나타내는 단어이지만, 여기서는 명사구와 형용사를 잇는 지정 · 조정의 기능을 다하고 있기 때문이다. 이것은 영어에서 형용사가 be동사에 의해서 이어지고 있는 것과 같은 이유이며, 주로 활용하는 것이 형용사가 아님 be동사인 것처럼, 일본어에서도 활용하는 것은 -ar(あり) 쪽이다. 형용사 자신이 활용하는 것은 수식어로의 연용형 · 연체형과, 오늘날 긍정의 술어용법인 종지형뿐이며, 동사와 같은 여섯 가지 활용형으로 정리되고는 있었도, 그 본언의 상태는 크게 다른 것이다.

#### 파생
형용사에 관해서 활용되는 이외의 파생으로는 다음과 같은 것이 있다.
- 형용사 및 형용동사의 어간에 ‘さ’를 붙여서 ‘...인 것 · 정도’를 나타내는 명사를 만들 수 있다. ‘美しさ’→아름다움 ‘高さ’→높음 등.(シク활용에서는 "し"를 남기고 ‘〜しさ’가 된다)
- 감각 · 감정을 나타내는 주관적 형용사의 어미 ‘い’를 ‘がる’로 바꿔서, ‘그 기분을 나타내는 동작’이라는 뜻의 동사를 만들 수 있다. 예를 들면 寒い→춥다→寒がる→추워하다 등. 중고에서부터 용례가 있지만, 특히 근세 이후에 많다. 형용사형 조동사 ‘-たい’에서도 ‘-たがる’로 만들 수 있다.
- 일부의 형용사로부터는 楽しい→楽しむ(자동사), 高い→高まる(자동사) · 高める(타동사)처럼 동사를 만들 수 있다.
- 동사의 미연형(또는 미연형 유사형)에 シク활용어미를 붙여서 ‘그러한 듯한 기분이다’라는 뜻의 형용사를 만들 수 있다. 예를 들면 思う→思わしい, 煩う→煩わしい 등.
- 고전어에서는 형용사의 어간에 ‘み’를 붙여서 ‘...ので’의 의미로 사용된다(ミ어법). 또 동사 · 형용사로부터 명사를 파생하는 ク어법에서는 어미는 ‘けく’의 형태가 된다(‘寒けく’ 등). 이것1ㅘ 혼동되기 쉽지만 다른 파생법으로는 형용동사어간 ‘安らか’→형용사 ‘安らけし’라는 것이 있다.

### 유럽 언어의 형용사
프랑스어 · 이탈리아어 · 스페인어 등의 로망스어는 그 조상 언어인 라틴어의 전통에 따르며, 그 형용사에 걸리는 명사의 성이나 수에 따라서 변화한다. 하지만, 라틴어에 있던 격변화는 루마니아어를 제외하고 일반명사에서는 소멸했기 때문에, 그 변화는 비교적 단순해져있다. 또, 라틴어 이래로 그 변화는 명사의 변화형과 기본적으로 일치해있으며, 로망스 계열 언어에서는 형용사도 성수변화한다.
게르만어족으로 시점을 옮기면, 독일어에서는 격변화나 성이 잔존하고 있기 때문에, 형용사가 명사를 수실할 때에는 그 격이나 성에 따라서 변화한다. 하지만, sein(영어의 be동사에 해당)이나 werden(영어의 become에 해당) 등의 동사의 보어로 사용될 때에는 원형 그대로 사용되는 점은 로망스어와는 다르다. 네덜란드어도 독일어와 마찬가지이다.
예시: ‘이 하얀 꽃’ 프랑스어: cette fleur blanche (원형 blanc), 독일어: Diese weiße Blume (원형 weiß)
‘이 꽃은 하얗습니다’프랑스어: Cette fleur est blanche, 독일어: Diese Blume ist weiß.
스웨덴어 등 북유럽의 게르만어족에서는 동사의 보어에서도 로망스어족과 마찬라지로 주어의 성수에 따른 변화가 있다. 하지만, 중세의 언어체계를 그대로 남기고 있는 아이슬란드어를 제외하고는 독일어보다도 격변화나 성이 쇠퇴하고 있기 때문에 변화는 독일어만큼 복잡하지 않다.
게르안어 중에서도 격변화의 쇠퇴가 좀더 나아간 영어에서는 형용사는 성 · 수 · 격에 따른 변화는 전부를 잃고 있다.
러시아어나 폴란드어 등 슬라브어파는 라틴어와 마찬가지로 성수격에 따라서 변화한다. 또, 형용사의 변화어미는 명사의 변화어미와는 다르기 때문에 식별이 안이한 한편, 명사의 그것과는 다르게 기억할 필요가 있다.
리투아니아어에서도 성수격에 따른 변화가 있으며, 변화어미가 명사와 일부 다르기에, 슬라브어파에 비교되며, 명사와 변화어미가 가깝기 때문에, 슬라브어파만큼 식별은 안이하지 않다. 또, 리투아니아어에서는 곡용하는 중성형은 현재는 존재하지 않고, 남성형, 여성형의 두 가지이기 때문에 수적으로도 슬라브어파등에 비교하면 기억할 필요라 있는 양은 적어지고 있다.

#### 비교변화
일반적으로는 원급(en:positive), 비교급(comparative), 최상급(superative)의 세 단계를 거쳐 변화한다. 이들의 표현을 번역하기 위해서 ‘보다 〜’ ‘가장 〜’이라는 한국어를 사용한다. 엄밀히는 원급은 비교의 의미를 가지지 않지만, 이것에 어미나 부사를 부가해서 비교급 · 최상급의 어형을 만들기 때문에 같이 병기한다. "good", "bad" 등 몇 개의 단어에 대해서는 비교급, 최상급이 원어와 다른 단어로부터 파생하는 경향이 있다.
| 원급(positive) | 비교급(comparative) | 최상급(superlative) |
| -------------- | ------------------- | ------------------- |
| old            | older               | oldest              |
| dangerously    | more dangerously    | most dangerously    |
| good           | better              | best                |

비교급, 최상급과 통틀어서 정도의 차이로 하는 용례도 존재하지만, 기본적으로 이 두 개는 같은 정도의 시점의 차이를 나타내고 있다. 다음의 예에서는 같은 것을 나타내고 있지만, 대상을 다른 것으로만 비교할지, 대상 그것을 포함해서 비교할지로 급을 구분해서 사용한다.
- The boy is older than the other boys.
- The boy is the oldest boy among all the boys.

(예스페르센. 〈第18章 比較変化〉 [제18장 비교변화]. 《文法の原理〈中〉》 [文法の原理（中）] (일본어). 번역 안도 사다오. 350쪽. 참고로 작성)

### 에스페란토의 형용사
에스페란토에서는 형용사에서는 품사어미 -a가 붙는다. 형용하는 명사가 복수일 경우에는 복수어미 -j가 붙으며 -aj가 된다. 또, 형용하는 명사가 대격일 경우는 대격어미 -n가 붙어서 -an가 된다. 이렇게 명사와 형용사의 수 · 격이 일치한다.
- bona libro(좋은 책)
- multaj bonaj libroj(많은 좋은 책)
- Mi amas bonan libron(나는 좋은 책이 좋다.)

### 내용주
1. ↑  다만, 형용동사를 명사의 한 종류로 보는 세력이 실재한다
2. ↑  고전(문어)에서는 ‘(〜から)ず’로 같은 의미이다.
3. ↑  어미를 부가하는 부사 "more","most"를 부가할지는 음절의 수가 1개(또는 2개 이하)인지 2개(또는 3개)이상인지로 구별한다, 라고 하는 교과서 · 해설서도 있다.

### 참조주
1. ↑  Foley 1991: 93.

## 참고 문헌
- 오토 예스페르센 (2006). 《文法の原理（中）》 [문법의 원리 (중)] (일본어). 번역 안도 사다오. 이와나미 문고. ISBN 4003365747.